# Apterostigma megacephala
Apterostigma megacephala é uma espécie de inseto do gênero Apterostigma, pertencente à família Formicidae.